# 高橋泰 (医学者)
高橋 泰（たかはし たい、1959年 - ）は、日本の医学者。

## 経歴
石川県金沢市生まれ。1986年、金沢大学医学部卒業、東京大学医学部附属病院研修医。1992年、東京大学大学院医学系研究科修了、論文「高齢者の機能レベルと介護必要量を定量的に把握する方法(SFC法)の開発」で博士（医学）の学位を取得。同年スタンフォード大学アジア太平洋研究所客員研究員、1994年ハーバード大学公衆衛生校武見フェローを経て、1997年国際医療福祉大学教授に就任。2004年-2008年医療経営管理学科長、2009年より大学院教授、2016年より医療福祉学部長を兼任。2018年4月、赤坂心理・医療福祉マネジメント学部長、大学院医学研究科医療福祉管理学分野教授を兼任。
2016年9月、内閣官房日本経済再生本部下で開催される未来投資会議の構造改革徹底推進会合医療福祉部門副会長に就任。

## 著作
- 『TAI高齢者ケアプラン・ビジュアル作成 : Typology of the aged with illustrations』日経BP、1997年。
- 『TAI高齢者ケアプラン・在宅編 : Typology of the aged with illustrations』日経BP、1999年。
- 『診断群分類包括評価実践テキスト : 基礎から病院への導入まで』じほう、2005年。
- 『DPC実践テキスト : 基礎から病院への導入まで（改訂版）』じほう、2006年。
- 『介護予防プラン作成実践テキスト』環境新聞社、2006年。
- 『医療と介護の連携のための疾患別ケアマネジメント基礎講座 vol.1 (脳血管障害/糖尿病/がん末期)』日本介護支援専門員協会、2010年。